# أوليفر لوكس
أوليفر لوكس (بالألمانية: Oliver Laux)‏ هو لاعب كرة قدم ألماني في مركز الوسط، ولد في 26 مارس 1990 في لانشتاين في ألمانيا. لعب مع فورتونا كولن ونادي كوبلنتس.

## وصلات خارجية
- أوليفر لوكس على موقع قاعدة بيانات كرة القدم.إي يو (الإنجليزية)
- أوليفر لوكس على موقع بيانات كرة القدم. دي إي (الألمانية)
- أوليفر لوكس على موقع Soccerway.com (الإنجليزية)
- أوليفر لوكس على موقع عالم كرة القدم.نت (الإنجليزية)